# Кользат
Кользат — мыс на восточном берегу острова Греэм-Белл, входящего в восточную часть архипелага Земля Франца-Иосифа. На мысе находится птичий базар. Наивысшая точка мыса — 108 м. По данным 1965 года, на мысе располагался маяк. На мысе Кользат находится астрономический пункт. Море возле мыса Кользат почти всегда покрыто паковыми льдами. 
Мыс считается крайней северо-западной точкой Карского моря, где соединяются западная и северная границы этого моря, установленные Международной гидрографической организацией. Таким образом, мыс Кользат оказывается единственной точкой на берегах архипелага Земля Франца-Иосифа, омываемой Карским морем, а не Баренцевым морем или непосредственно Северным Ледовитым океаном. 